# Konsensualavtal
Konsensualavtal kallas sådana avtal som vilar på båda parters viljeförklaringar. Det som binder avtalsparterna är således överenskommelsen i sig. Avtalet har då inget formkrav, alltså ett avtal som inte kräver särskild form för att bli giltigt. Huvudprincipen är att avtal är giltigt oavsett form. Det kan t.ex. handla om en anställning. Även om anställningen ingått via konkludent handlande har arbetsgivaren och arbetstagaren samma skyldigheter som om ett skriftligt avtal upprättats. Arbetsgivaren har dock skyldighet att inom högst en månad efter att arbetstagaren börjat arbete "lämna skriftlig information till arbetstagaren om villkor som är av väsentlig betydelse för anställningsavtalet eller anställningsförhållandet" (LAS 6 c §). Se arbetsrätt. I många fall kan det dock vara en god idé att upprätta ett skriftligt avtal då det kan spela betydande roll som bevisning vid en eventuell rättstvist. Se formalavtal.  Ett annat mycket konkret exempel på ett konsensualavtal är det konsensus som uppstår när du köper något i en butik, i teorin ingår du i ett köpeavtal. 